# Santuario di Santa Maria del Fonte presso Caravaggio
La basilica di Santa Maria del Fonte presso Caravaggio è un monumentale edificio di culto cattolico situato nel territorio di Caravaggio, in Lombardia, e dedicato al culto di Santa Maria del Fonte, che, secondo la tradizione cattolica, apparve in tale località il 26 maggio 1432, di fronte alla giovane contadina Giannetta de' Vacchi.

## Storia

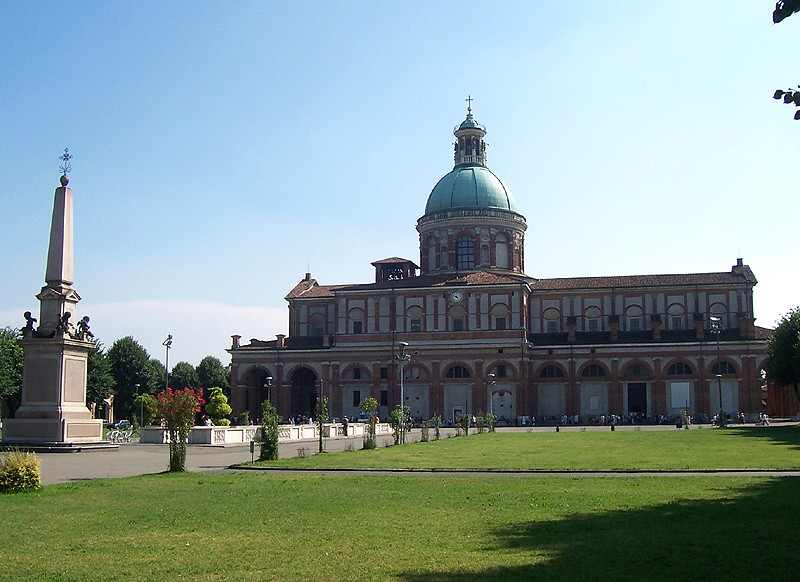
Il santuario e, in primo piano, l'obelisco rivolto in direzione del centro cittadino.

Già nel 1432 il vicario foraneo del vescovo di Cremona, Bonincontro de' Secchi, aveva posto sul luogo dell'apparizione, il campo del Mezzolengo, la prima pietra per l'erezione di una cappelletta; per accogliere i numerosi infermi che si recavano in pellegrinaggio presso il luogo dell'apparizione fu edificato anche un piccolo ospedale, accanto alla cappella.
Le cronache del 1516 già descrivono la cappella come una chiesa "veramente insigne, con edifizi adatti, ornamenti e pitture venerande", come recitano le parole del privilegio concesso in quell'anno da papa Leone X al Santuario. Già pericolante a metà del secolo, la chiesetta fu diroccata e venne in seguito ricostruita.
L'erezione dell'attuale tempio mariano, fortemente voluto dall'arcivescovo di Milano Carlo Borromeo, iniziò nel 1575 dietro progetto dell'architetto Pellegrino Tibaldi (detto il Pellegrini); alternando fasi di sviluppo a lunghi intervalli, l'opera di costruzione si protrasse fino ai primi decenni del XVIII secolo, con numerose modifiche, seppur di poco conto, rispetto al progetto originario del Pellegrini.
Nell'aprile del 1906 papa Pio X lo elevò alla dignità di basilica minore.
Il santuario di Caravaggio, oggi, oltre a fungere da importante luogo di preghiera, ospita un centro d'accoglienza per pellegrini ed ammalati, un centro di consulenza matrimoniale e familiare ed un centro di spiritualità. Gli edifici che ospitano tali attività furono ristrutturati sul finire del XX secolo dagli architetti caravaggini Paolo e Salvatore Ziglioli; l'auditorium ospita pregevoli vetrate del pittore caravaggino Giorgio Versetti. La cappella del centro di spiritualità, che venne inaugurata da papa Giovanni Paolo II durante il suo soggiorno presso il santuario nel 1992, ospita sculture ad opera del mozzanichese Mario Toffetti.
Dal 9 settembre 2023 il Santuario di Caravaggio è contrassegnato dallo Scudo Blu, posto sul muro esterno all'ingresso nord, che caratterizza i beni culturali protetti in caso di conflitti armati.

## Descrizione

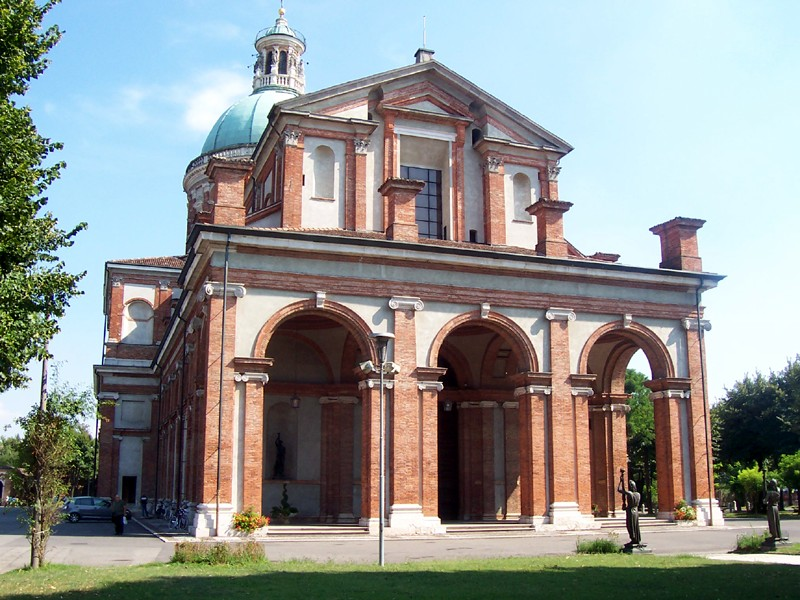
La facciata.

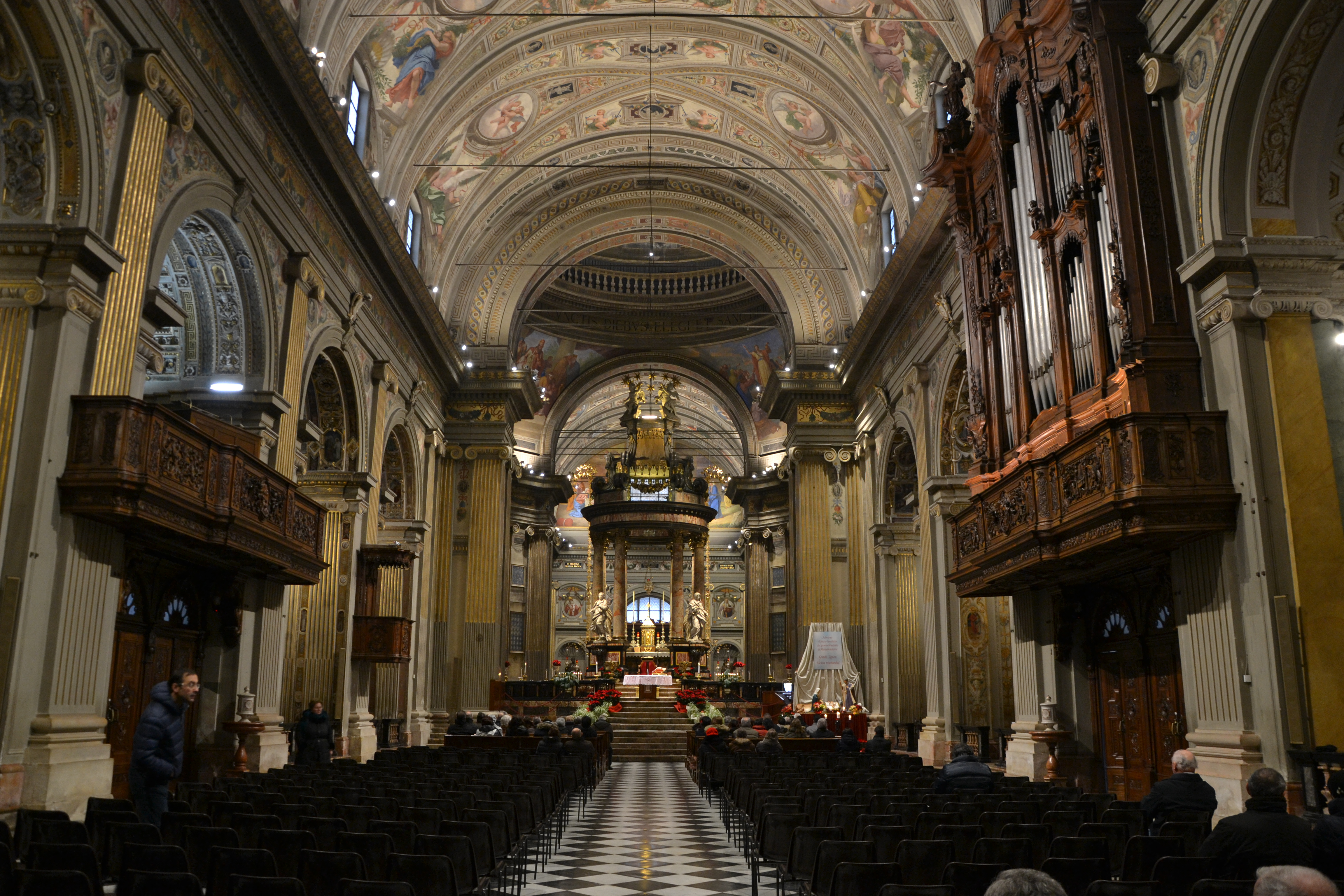
Interno

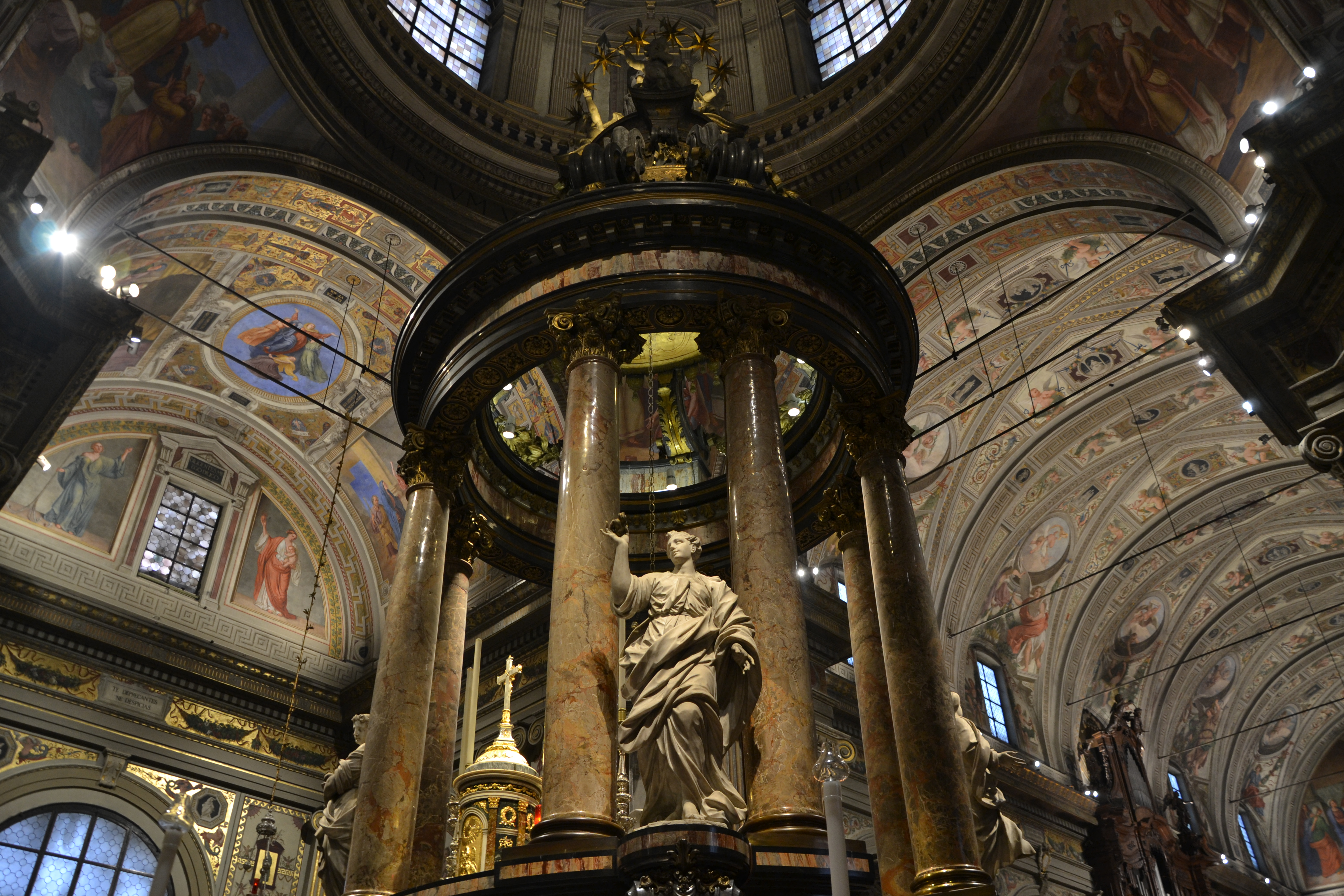
L'Altar maggiore.

### Ubicazione
Il tempio monumentale sorge al centro di una vasta spianata circondata da portici simmetrici su tutti e quattro i lati, che corrono, con 200 arcate, per quasi 800 metri. Nel piazzale antistante il viale di collegamento con il centro cittadino si trova un alto obelisco in marmo con putti bronzei, opera di Rustico Soliveri, che, attraverso le sue iscrizioni, ricorda i diversi miracoli attribuiti dalla tradizione cattolica alla Madonna di Caravaggio. Poco oltre l'obelisco si trova una fontana di grosse dimensioni, la cui acqua passa sotto la chiesa, raccoglie quella del Sacro Fonte e confluisce nel piazzale posteriore, dove viene raccolta in una piscina a disposizione degli infermi per immergere le membra malate.
Un triplice viale alberato lungo circa 2 km, completato nel 1709, raccorda il Santuario al centro cittadino; al termine del viale, in corrispondenza dell'ingresso nel centro storico, si trova il trionfale arco di Porta Nuova, che reca nell'attico un gruppo marmoreo dell'Apparizione e fu eretto nel 1709 in occasione della solenne incoronazione della Vergine.

### Esterno
L'esterno della chiesa è grandioso: l'edificio misura 93 metri per 33, e raggiunge un'altezza di 22 metri che, con la cupola, arriva a 64 metri. L'edificio non è rivolto verso il viale di collegamento con la città, che venne costruito in seguito, ma, come dettato dalle consuetudini liturgiche, è disposto in maniera tale che il celebrante sia rivolto verso oriente. Esternamente, l'architettura è caratterizzata dal grigio dell'intonaco e il rosso dei mattoni. È questa l'estetica acquisita dopo i restauri degli anni settanta che eliminarono non senza polemiche il "giallo di Milano" che intonacava i muri.

### Interno
All'interno il tempio mariano si presenta ad una sola navata, con una caratteristica pianta a croce latina, ed è caratterizzato da uno stile classico, con pilastri dai capitelli ionici.
Il tempio appare, in verità, diviso in due corpi separati: quello occidentale, più vasto, ospita quattro cappelle riccamente decorate per lato, le cantorie e l'ingresso principale; quello orientale, di dimensioni minori, consente la discesa alla cripta. Le due parti sono separate dal maestoso altare maggiore.
La decorazione del tempio è opera dei pittori caravaggini Giovanni Moriggia e Luigi Cavenaghi. Giovanni Moriggia dipinse, fra il 1845 ed il 1859, i quattro pennacchi sottostanti la cupola, che rappresentano Giuditta (la fortezza), Rut (la temperanza), Abigaille (la prudenza) ed Ester (la giustizia), oltre alla gloria della cupola stessa (l'Apoteosi di Maria), alle volte dei due bracci a lato dell'altare (La Cacciata di Adamo, La Natività di Maria, La Presentazione di Maria al tempio, Gesù fra i dottori, L'Assunzione di Maria Vergine) e ai lunettoni sull'arco interno delle due facciate (L'Annunciazione, Visita a santa Elisabetta, Lo sposalizio di Maria, La Natività di Gesù). Luigi Cavenaghi, fra il 1891 ed il 1901, si occupò della decorazione della volta dell'intero edificio.

#### L'altare maggiore
Al di sopra del Sacro speco, e in corrispondenza della cupola centrale, si trova l'altare maggiore, certamente l'elemento più ricco e fastoso tra i complessi monumentali del santuario. Si tratta di una struttura rotonda in marmo, caratterizzata da colonne alternate a statue che sorreggono un trono slanciato verso la cupola; quest'ultimo termina in una gloria di angeli che portano una corona di stelle. Il progetto originario dell'altare è dell'architetto Filippo Juvarra, che si ispirò agli studi di Michelangelo per l'altare della Confessione della basilica vaticana; il complesso fu realizzato fra il 1735 ed il 1750 dall'ingegnere milanese Carlo Giuseppe Merlo, con la collaborazione degli scultori Nava e Mellone.

#### La sagrestia
La parte del santuario più ricca di opere d'arte è la sagrestia, anticamente cappella gentilizia della famiglia Secco; sulla sua volta campeggiano stupendi affreschi di Camillo Procaccini che illustrano episodi della vita di Maria. Le cimase degli elaborati armadi ospitano uno stuolo di putti alati, opera del caravaggino Giacomo Carminati.

#### Il Sacro Speco e il Sacro Fonte

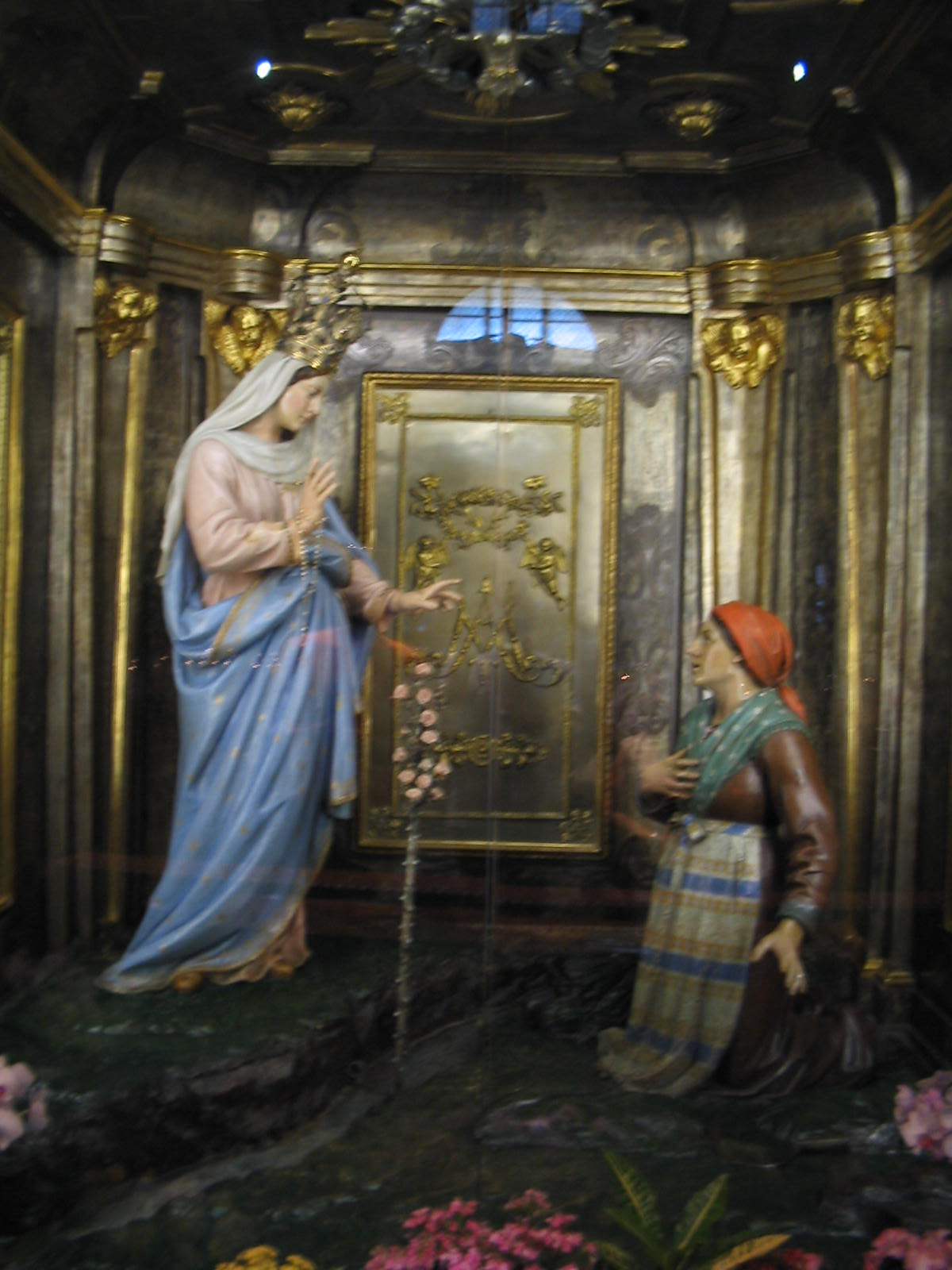
Il Sacro Speco

Al di sotto dell'altare maggiore si trova il Sacro Speco, che ospita il gruppo statuario ligneo che ricostruisce la scena dell'Apparizione. L'opera, dello scultore di Ortisei Leopoldo Moroder, fu inaugurata nel 1932, in occasione dei festeggiamenti per il quinto centenario dell'Apparizione. Il cardinale Schuster, Legato Pontificio, celebrò personalmente l'incoronazione della statua, cui è possibile accedere direttamente dal braccio orientale della navata principale.
Sotto lo Speco si trova il Sacro Fonte sotterraneo, al quale si accede dall'esterno del tempio, dove si trova una fontana da cui si può attingere l'acqua. Si tratta, secondo la tradizione, del luogo esatto dove la giovane Giannetta de' Vacchi avrebbe assistito alla prima apparizione della Madonna, la quale, come prova della propria origine divina, avrebbe fatto sgorgare una sorgente d'acqua dal terreno.
Il sotterraneo d'accesso al Sacro Fonte consiste in un lungo corridoio di circa trenta metri, che attraversa da lato a lato la chiesa e venne rivestito con mosaici dal pittore Mario Busini negli anni cinquanta del XX secolo. Il corridoio appare diviso in cinque celle successive; nella prima, tre nicchie ricavate dentro le pareti accolgono una Madonna marmorea, la ghigliottina e il catenaccio spezzato, a ricordo dei diversi miracoli attribuiti alla Vergine del Fonte.
Alla base della Madonna si trova un'epigrafe gotica, uno dei più importanti documenti risalenti all'epoca dell'Apparizione; il testo si compone di sei esametri latini, e recita

## Organo a canne

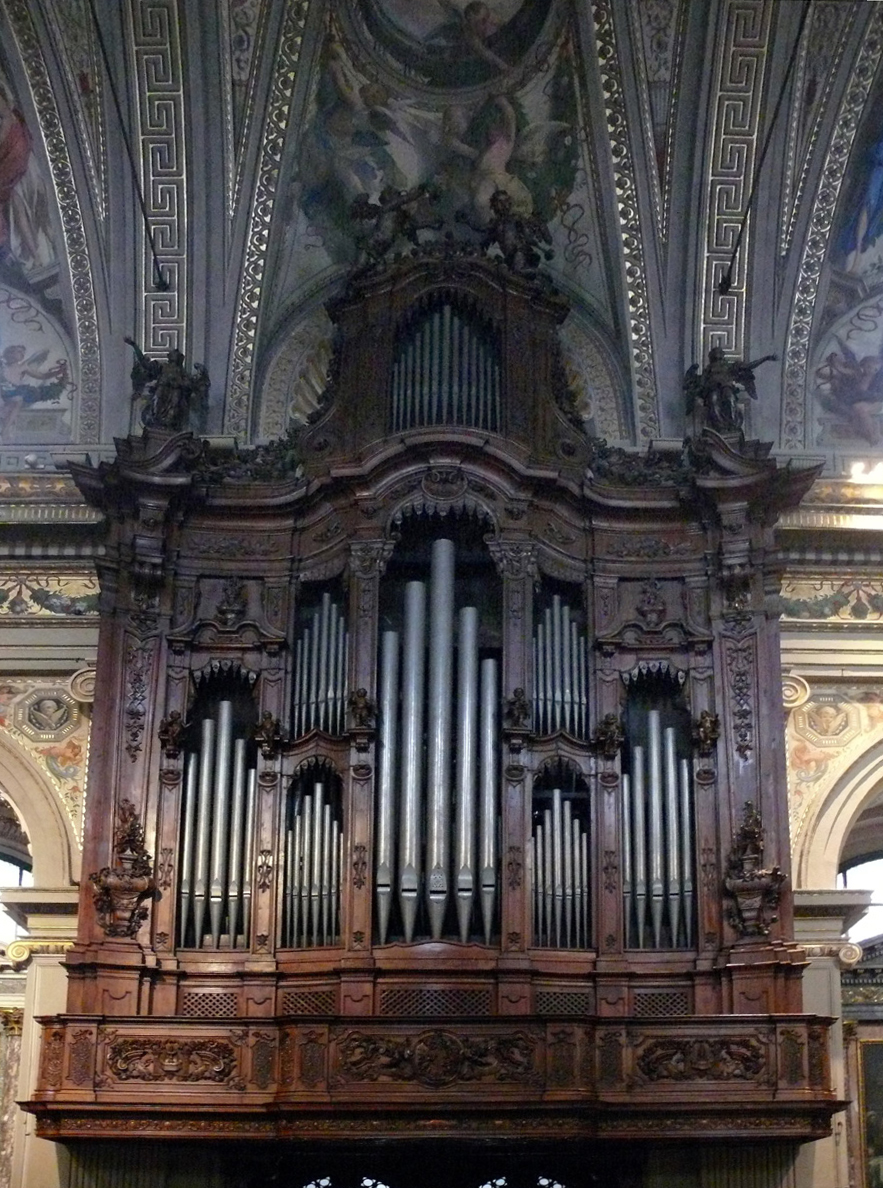
L'organo maggiore

L'imponente strumento è collocato all'interno di una delle più grandi e maestose casse lignee d'Italia. È stata costruita dai Fratelli Carminati di Caravaggio tra il 1739 e il 1747.
La facciata è composta da 54 canne disposte in 8 campate; la canna centrale appartiene al Do1 del Principale 16'.
L'organo attuale è il risultato dell'ultima delle varie modifiche che lo strumento ha subito nel tempo. Nel 1955 la ditta Balbiani Vegezzi Bossi di Milano riforma e amplia lo strumento, creandone uno di stile sinfonico.
Sulla cantoria opposta si trova la consolle originale Balbiani Vegezzi Bossi; 4 manuali di 61 note (Do1-Do6) con una pedaliera concavo-radiale di 32 note (Do1-Sol3).
Un ultimo intervento non radicale ma degno di nota è stato effettuato dalla ditta Pietro Corna di Leffe: è stata aggiunta una nuova consolle mobile elettronica di 4 manuali con pedaliera concavo-parallela e il precedente organo corale Balbiani Vegezzi Bossi, prima ubicato nel transetto sud, è stato collocato all'interno della struttura di uno dei confessionali e, quindi, integrato al resto dello strumento. 
L'organo attuale nel complesso conta più di 6100 canne circa, disposte in quattro diverse collocazioni: il corpo maggiore (I-II-III manuale e pedaliera) nella cantoria sul lato sud della navata, l'Organo Corale (IV manuale) dietro la consolle nella cantoria opposta, l'Organo Eco Espressivo (IV manuale) in cupola e, infine, il secondo organo corale (IV manuale, comandato solamente dalla nuova consolle Pietro Corna) nel transetto sud.

## Immagini del santuario

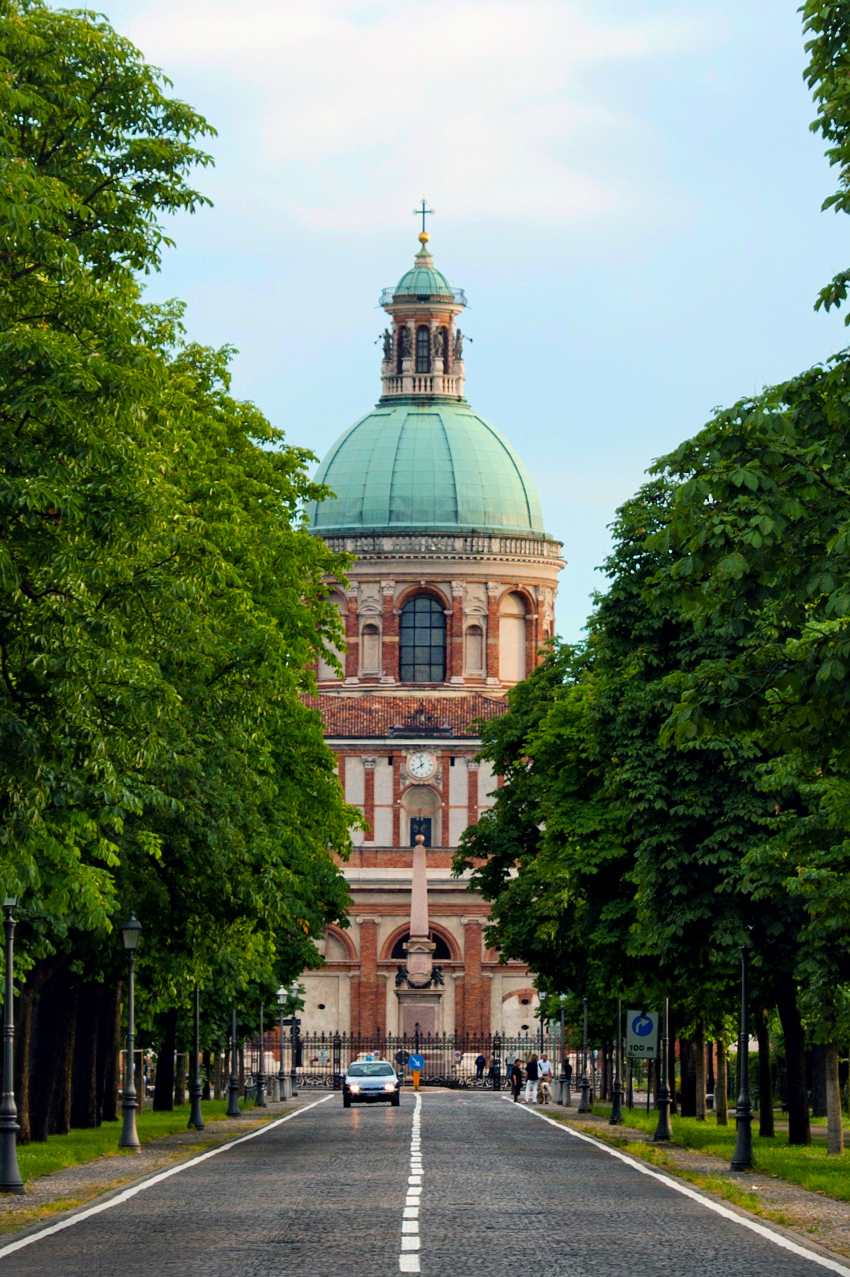
Il santuario, visto dal viale alberato che lo collega con il centro cittadino
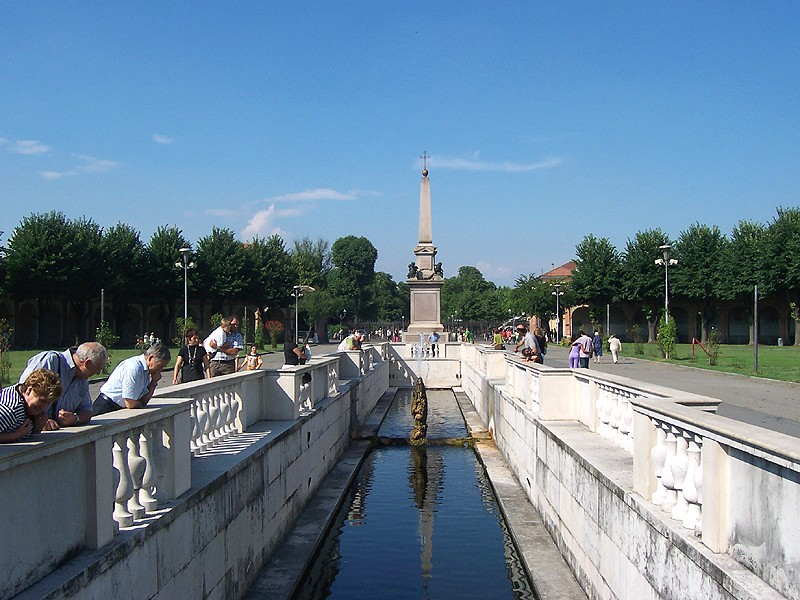
La fontana con l'obelisco
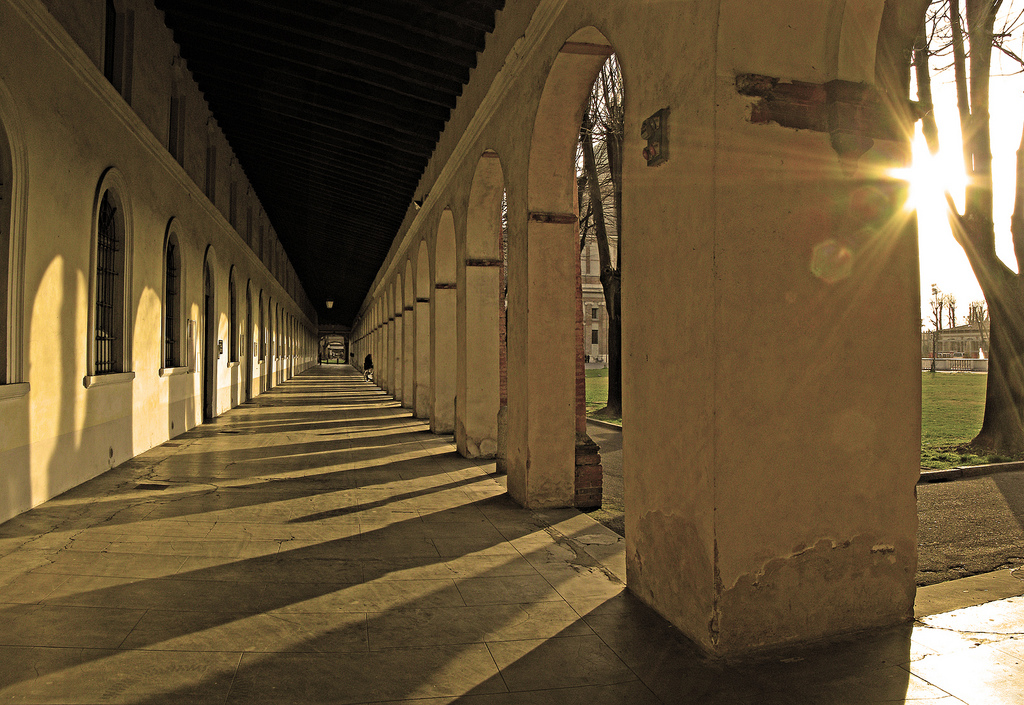
Il porticato
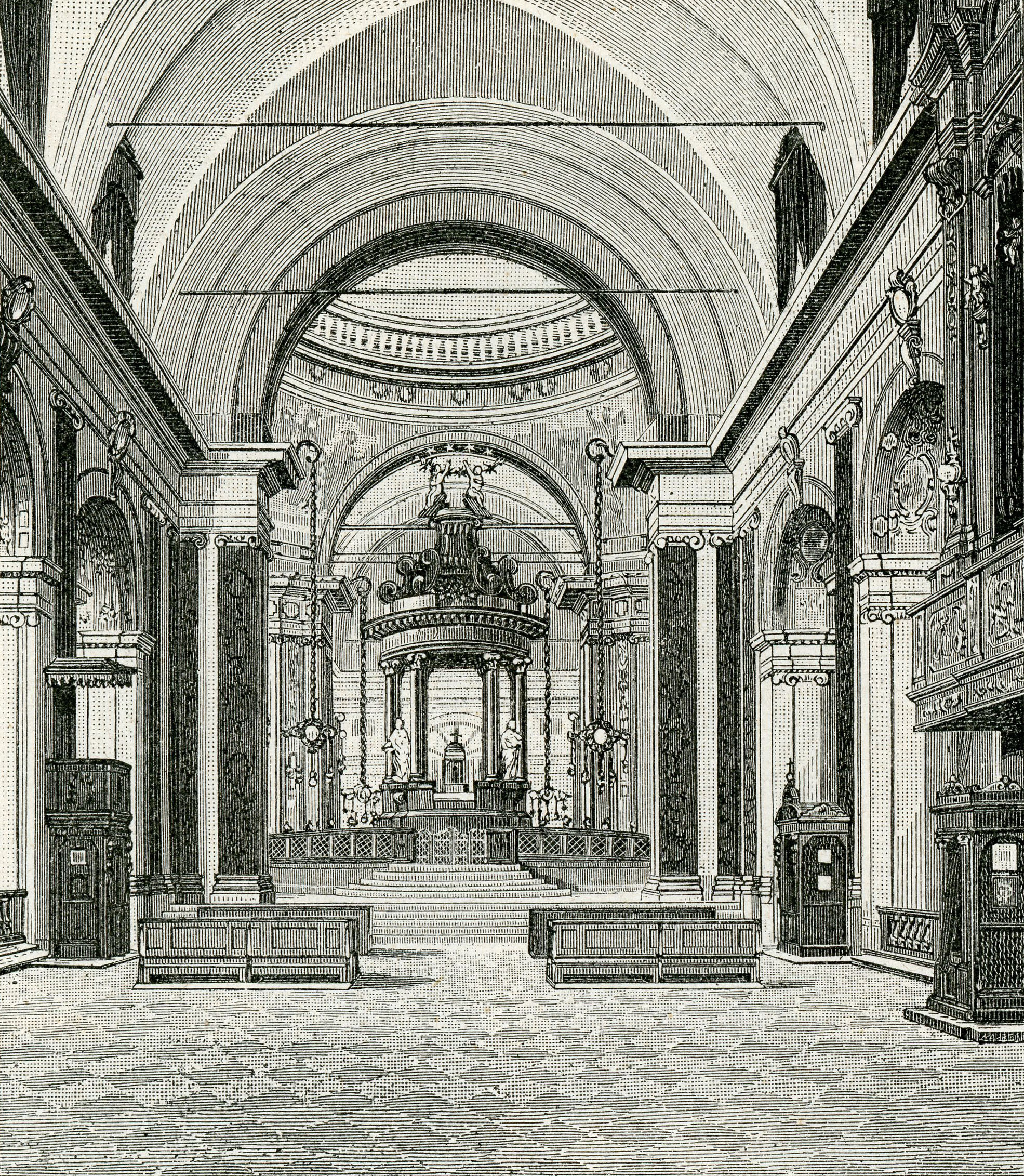
L'interno prima degli affreschi novecenteschi.
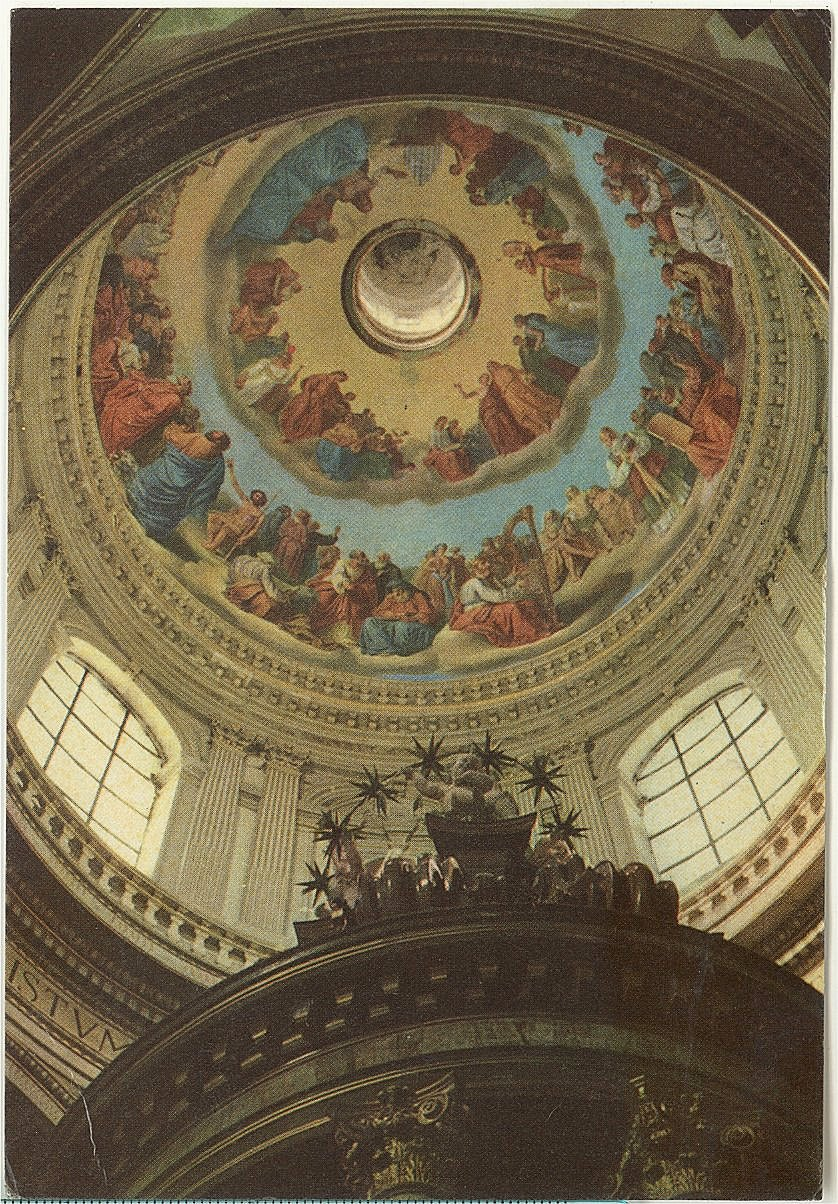
La cupola
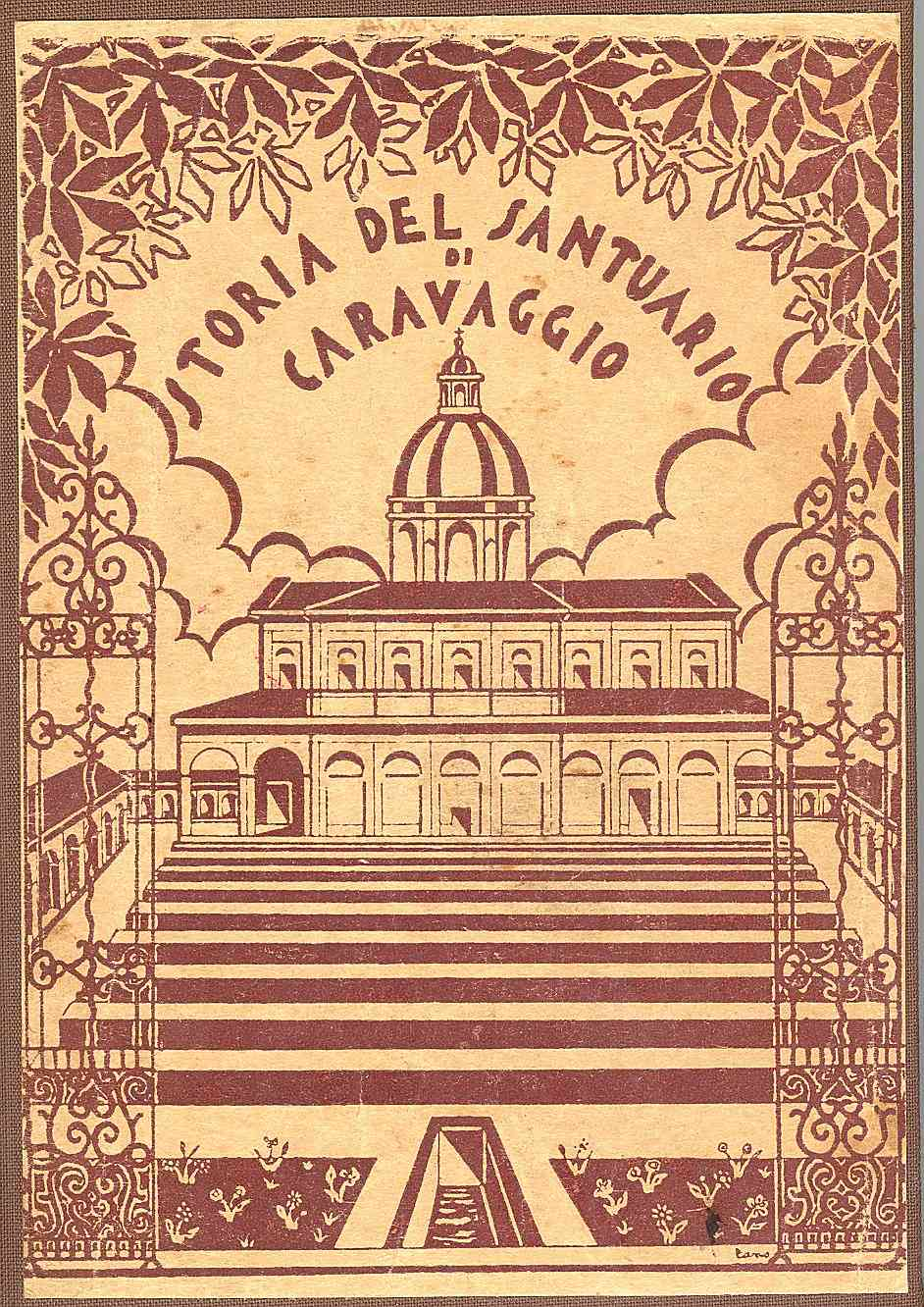
Storia del santuario di Caravaggio 1944

## Trasporti
Oltre alla viabilità locale, il Santuario di Caravaggio può essere raggiunto tramite il casello autostradale di Caravaggio della Autostrada A35 (BreBeMi), la quale dista circa 4 km dall'ingresso del Santuario.
Inoltre, il Santuario si trova a 15 minuti a piedi dalla stazione ferroviaria di Caravaggio, presso la quale fermano i treni regionali della linea Treviglio-Cremona.
- Autostrada A35 - Casello di Caravaggio